# Kanstantsín Siutsou
Kanstantsín Siutsou (belarús: Канстанцін Сіўцоў)  (Hòmiel, 9 d'agost de 1982) és un ciclista belarús, ja retirat, que fou professional entre el 2001 i el 2018.
Durant la seva carrera esportiva va córrer als equips Itera, Lokomotiv, Fassa Bortolo, Acqua & Sapone, Barloworld, HTC-Highroad, Team Sky, Team Dimension Data i Bahrain-Merida. Es va retirar després de ser suspès provisionalment per una anàlisi antidopatge positiva per eritropoetina (EPO). El 23 de juny de 2020 fou suspès per quatre anys per dopatge.
Els seus èxits més importants són una etapa al Giro d'Itàlia de 2009, el Campionat nacional en ruta de 2006 i 2016; i el de contrarellotge del 2004, 2011, 2013, 2014 i 2016.

## Palmarès
- 2004
  -  Campió del món en ruta sub-23
  -  Campió de Belarús en contrarellotge
  - 1r al Gran Premi Folignano
  - 1r al Trofeu Salvatore Morucci
- 2006
  -  Campió de Belarús en ruta
  - Vencedor d'una etapa de la Cursa de la Pau
- 2008
  - 1r a la Volta a Geòrgia i vencedor d'una etapa
- 2009
  - Vencedor d'una etapa al Giro d'Itàlia
- 2011
  -  Campió de Belarús en contrarellotge
- 2013
  -  Campió de Belarús en contrarellotge
  - Vencedor d'una etapa al Giro del Trentino
- 2014
  -  Campió de Belarús en contrarellotge
- 2016
  -  Campió de Belarús en ruta
  -  Campió de Belarús en contrarellotge
- 2018
  - 1r al Tour de Croàcia i vencedor d'una etapa

### Resultats al Tour de França
- 2007. 32è de la classificació general
- 2008. 17è de la classificació general
- 2010. 39è de la classificació general
- 2012. Abandona (3a etapa)
- 2013. 90è de la classificació general

### Resultats al Giro d'Itàlia
- 2008. Abandona (20a etapa)
- 2009. 16è de la classificació general. Vencedor d'una etapa
- 2011. 10è de la classificació general
- 2013. 37è de la classificació general
- 2014. Abandona (14a etapa)
- 2015. 26è de la classificació general
- 2016. 10è de la classificació general
- 2017. 35è de la classificació general
- 2018. No surt (1a etapa)

### Resultats a la Volta a Espanya
- 2010. 38è de la classificació general
- 2011. Abandona (11a etapa)
- 2014. 43è de la classificació general